# Notobubon
Notobubon là chi thực vật có hoa trong họ Apiaceae.